# 锺体乾
锺体乾（1879年—1962年），字君猷（一作均猷），号筠友，男，四川成都人，中华人民共和国政治人物。

## 生平
清光绪五年（1879年）生。成都县人。毕业于四川武备学堂。1909年毕业于日本陆军士官学校第五期步兵科。回国返川，在四川陆军速成学堂担任教习。辛亥革命后担任四川陆军测量局局长。1913年开始兼任四川陆军军官学校战术教湘的高等顾问。1923年任四川善后督办公署参谋长。曾获授陆军少将衔。1928年任成都市市长。
抗日战争期间，曾汇款资助延安抗大。1949年中华人民共和国成立后，历任西南行政委员会委员，川西行署副主任，四川省人民政府副主席、四川省人民委员会副省长等职务。1954年，当选第一届全国人民代表大会代表。
1962年4月13日凌晨3时在四川省人民医院逝世，享年83岁。